# Ruellia pedunculata
Ruellia pedunculata är en akantusväxtart som beskrevs av John Torrey och Samuel Frederick Gray. Ruellia pedunculata ingår i släktet Ruellia och familjen akantusväxter.

## Underarter
Arten delas in i följande underarter:
- R. p. pedunculata
- R. p. pinetorum